# Papalism
Papalism är uppfattningen att påven innehar den högsta makten i kyrkan, i motsats till episkopalism och konciliarism. Ett av papalismens viktigaste verk under 1300-talet var De Ecclesiastica Potestate, troligen författad av Ægidius Romanus.